# پایگاه آب‌نشین توکین
پایگاه آب‌نشین توکین (به انگلیسی: Tokeen Seaplane Base) یک فرودگاه همگانی باربری با کد یاتا TKI است که یک باند فرود آب دارد و طول باند آن ۱۸۲۹ متر است. این فرودگاه در کشور ایالات متحده آمریکا قرار دارد و در ارتفاع ۰ متری از سطح دریا واقع شده‌است.